# Lufthansa-Cargo-Flug 8460
Lufthansa-Cargo-Flug 8460 war ein Internationaler Frachtflug der deutschen Frachtfluggesellschaft Lufthansa Cargo, welcher am 27. Juli 2010 um 11:38 Uhr Ortszeit abstürzte.

## Flugzeug
Das Flugzeug war eine McDonnell Douglas MD-11F mit dem Luftfahrzeugkennzeichen D-ALCQ, wurde 1993 als I-DUPB an Alitalia ausgeliefert und 2004 in ein Frachtflugzeug umgebaut. Bis zum Unfall erfolgten 10.073 Starts und rund 73.200 Flugstunden. Der letzte C-Check fand am 22. Juni 2006 statt und unmittelbar vor dem Flug wurde ein A-Check durchgeführt.

## Crew
Der Kapitän konnte insgesamt 8.270 Flugstunden aufweisen, 4.466 Stunden auf der McDonnell Douglas MD-11F, der Erste Offizier konnte 3.444 Flugstunden aufweisen, aber nur 219 auf der McDonnell Douglas MD-11F.

## Unfallhergang
Das Flugzeug war auf dem Weg von Frankfurt nach Hongkong mit geplanten Zwischenlandungen Riad in Saudi-Arabien und Schardscha in den Vereinigten Arabischen Emiraten.
Beim Aufsetzen auf der Piste 33L in Riad setzte die Maschine mit einer Sinkrate von etwa 800 ft/min statt den üblichen 120 ft/min auf. Dadurch prallte die Maschine ab und wurde durch die falsche Reaktion der Crew, welche die Steuersäulen nach unten drückte, statt den Schub zu erhöhen und den Anstellwinkel zu halten, mit ungefähr 4,4 g auf die Landebahn gesteuert. Durch den Aufschlag brach das Flugzeug auseinander und durch den beschädigten Tank brach im Laderaum ein Feuer aus.
Im weiteren Verlauf der Landung kam das Flugzeug nach links von der Landebahn ab und brannte dort aus. Die Crew konnte das Flugzeug über eine Notrutsche verlassen. Der Kapitän trug leichte Verletzungen davon, während der Erste Offizier eine schwere Rückenverletzung erlitt.

## Untersuchung
Der Abschlussbericht nennt als eine der Hauptursachen, dass der Copilot mit einer zu hohen Sinkrate angeflogen sei und dieser Fehler nicht vom Kapitän korrigiert wurde. Außerdem erkannte die Crew das Abprallen nicht und reagierte darauf falsch. Dadurch schlug das Flugzeug noch heftiger auf.
Vor dem Unfall gab es schon weitere harte Landungen der MD11, woraufhin ein neues Training angeordnet wurde.
Der Abschlussbericht enthielt Empfehlungen zur Verbesserung der Ausbildung und die Reaktion auf eine Landung mit Abprallen.